# Aquila Basket Trento 2014-2015
Questa voce raccoglie le informazioni riguardanti l'Aquila Basket Trento nelle competizioni ufficiali della stagione 2014-2015.

## Stagione
La stagione 2014-2015 dell'Aquila Basket, sponsorizzata Dolomiti Energia, è la 1ª nel massimo campionato italiano di pallacanestro, la Serie A; partecipa, inoltre, alla Coppa Italia.
Per la composizione del roster si decise di optare per la formula con 5 giocatori stranieri senza vincoli.

### Campionato
Dopo la 26 esima giornata l'Aquila Basket Trento si qualifica ai playoff con quattro gare di anticipo, in virtù dei 32 punti maturati fino a quel momento.
La stagione regolare termina con l'Aquila Basket Trento al 4º posto, in virtù dei 38 punti conquistati, in parità con la Dinamo Sassari e che vedrà le due formazioni scontrarsi nei quarti di finale dei playoff. Vengono anche premiati Tony Mitchell, Maurizio Buscaglia e Salvatore Trainotti come MVP, miglior allenatore e miglior dirigente. Nei playoff l'Aquila Basket Trento vince la prima gara in casa e perdendo la seconda. Nelle altre partite a Sassari L'Aquila Basket Trento perderà in entrambe le occasioni a causa soprattutto delle numerose palle perse (12 a partita) e quindi la serie terminerà sul 3-1 in favore di Sassari.
Grazie però al 4º posto conquistato nella stagione regolare e all'eliminazione della Virtus Bologna, Pall. Cantù e N.B. Brindisi si qualifica per l'Eurocup della stagione successiva.
Il 23 settembre 2015 la Dolomiti Energia Trento viene premiata con la Coppa Disciplina 2014-2015.

### Coppa Italia
Le Final Eight di Coppa Italia di pallacanestro maschile si è svolta a Desio dal 20 al 22 febbraio e l'Aquila Basket Trento è stata sconfitta ai quarti di finale dalla Pall. Reggiana.

## Roster

### Staff tecnico e dirigenziale
- Allenatore: Maurizio Buscaglia
- Assistente: Vincenzo Cavazzana
- Assistente: Davide Dusmet
- Preparatore Atletico: Lorenzo Taliento
- Medico: Fabio Diana
- Fisioterapista: Luana Mattivi
- 'Massaggiatore: Franco Jachemet

- Presidente: Luigi Longhi
- General Manager: Salvatore Trainotti
- Responsabile Organizzativo: Francesco Pomona
- Segreteria: Sara Biasoni
- Amministrazione: Anna Giordano
- Addetto agli arbitri: Mauro Zavarise
- Responsabile Marketing Commerciale: Andrea Nardelli
- Ufficio Stampa: Rudy Gaddo
- Ufficio Stampa: Stefano Trainotti
- Resp.le tecnico Settore Giovanile: Alessio Marchini

## Mercato
| Arrivi | Arrivi           | Arrivi             | Arrivi     |
| R      | Nome             | da                 | Modalità   |
| ------ | ---------------- | ------------------ | ---------- |
| A      | Tony Mitchell    | F.W. Mad Ants      | definitivo |
| AG     | Isaiah Armwood   | GW Revolutionaries | definitivo |
| G      | Diego Flaccadori | Treviglio          | definitivo |
| G      | Keaton Grant     | R. Ludwigsburg     | definitivo |
| AC     | Josh Owens       | Hapoel Tel Aviv    | definitivo |
| G      | Jamarr Sanders   | Veroli Basket      | definitivo |

| Partenze | Partenze          | Partenze            | Partenze       |
| R        | Nome              | a                   | Modalità       |
| -------- | ----------------- | ------------------- | -------------- |
| AP       | B.J. Elder        |                     | ritirato       |
| A        | Simone Fiorito    | Barcellona          | fine contratto |
| A        | Davide Poltroneri | Amici Pall. Udinese | fine contratto |
| AG       | Lorenzo Molinaro  | Basket Agropoli     | fine contratto |
| C        | Luca Lechthaler   | Scandone Avellino   | fine contratto |
| G        | Brandon Triche    | Virtus Roma         | fine contratto |
| A        | Walter Santarossa | Valsesia Basket     | fine contratto |

## Risultati

### Serie A
Statistiche:, su web.legabasket.it (archiviato dall'url originale il 4 marzo 2016).

#### Play-off
I Quarti di Finale si giocano al meglio delle 5 partite. La squadra con il miglior piazzamento in classifica al termine della stagione regolare gioca in casa gara-1, gara-2 e la eventuale gara-5.
| Quarti di finale \| Squadra 1 \| Totale \| Squadra 2 \| Gara 1 \| Gara 2 \| Gara 3 \| Gara 4 \| Gara 5 \| \| --------------- \| ------ \| ---------------- \| ------ \| ------ \| ------ \| ------ \| ------ \| \| 4 Aquila Trento \| 1-3 \| Dinamo Sassari 5 \| 81-70 \| 79-88 \| 78-103 \| 80-84 \| - \| |        |                  |        |        |        |        |        |
| Squadra 1 | Totale | Squadra 2        | Gara 1 | Gara 2 | Gara 3 | Gara 4 | Gara 5 |
| --- | ------ | ---------------- | ------ | ------ | ------ | ------ | ------ |
| 4 Aquila Trento | 1-3    | Dinamo Sassari 5 | 81-70  | 79-88  | 78-103 | 80-84  | -      |

##### Quarti di finale
| Arbitri: | Lamonica (Roseto degli Abruzzi) Di Francesco (Teramo) Bettini (Bologna) |

|                                         |            |                          |
| Mitchell 16 Pascolo 15 Forray, Owens 12 | Punti      | 14 Dyson 11 Sosa 9 Lawal |
| Mitchell 7                              | Assist     | 5 Logan                  |
| Pascolo 14                              | Rimbalzi   | 9 Lawal                  |
| Maurizio Buscaglia                      | Allenatori | Meo Sacchetti            |

| Arbitri: | Sahin (Messina) Seghetti (Livorno) Filippini (San Lazzaro di Savena) |

|                                 |            |                                   |
| Mitchell 21 Owens 17 Pascolo 11 | Punti      | 21 Sosa 18 Lawal 13 Logan, Brooks |
| Mitchel, Pascolo, Sanders 5     | Assist     | 6 Dyson                           |
| Pascolo 9                       | Rimbalzi   | 9 Brooks, Kadji                   |
| Maurizio Buscaglia              | Allenatori | Meo Sacchetti                     |

| Arbitri: | Mattioli (Pesaro) Sardella (Rimini) Weidmann (Montagano) |

|                            |            |                                              |
| Sosa 23 Kadji 21 Brooks 18 | Punti      | 15 Baldi Rossi 12 Mitchell 12 Owens, Pascolo |
| Sosa 8                     | Assist     | 5 Pascolo                                    |
| Brooks, Lawal 7            | Rimbalzi   | 9 Owens, Pascolo                             |
| Meo Sacchetti              | Allenatori | Maurizio Buscaglia                           |

| Arbitri: | Lamonica (Roseto degli Abruzzi) Di Francesco (Teramo) Lo Guzzo (Pisa) |

|                           |            |                                          |
| Logan 27 Sosa 11 Lawal 10 | Punti      | 18 Owens 15 Pascolo 14 Mitchell, Sanders |
| Dyson 6                   | Assist     | 5 Forray, Mitchell                       |
| Lawal 9                   | Rimbalzi   | 11 Owens                                 |
| Meo Sacchetti             | Allenatori | Maurizio Buscaglia                       |

### Coppa Italia
|   | Squadra        | Risultato |
| - | -------------- | --------- |
| 3 | Pall. Reggiana | 80        |
| 6 | Aquila Trento  | 77        |

| Arbitri: | Begnis (Crema) Baldini (Firenze) Filippini (San Lazzaro di Savena) |

| |            | |
| A. Cinciarini 16 D. Diener 14 R. Cervi 9                                                                                            | Punti      | 19 J. Owens 14 T. Mitchell 10 D. Pascolo                                                                               |
| A. Cinciarini 9 | Assist     | 6 J. Sanders |
| R. Cervi 9 | Rimbalzi   | 10 T. Mitchell |
| 6 Polonara• 14 Cervi• 15 Siliņš• 16 Diener• 20 Cinciarini 4 Mussini• 8 Della Valle• 10 Pecháček• 11 Pini• 13 Kaukėnas• 17 Strautiņš | Formazioni | 1 Mitchell• 4 Sanders• 7 Pascolo• 10 Forray• 13 Owens 8 Grant• 12 Flaccadori• 24 Baldi Rossi• 32 Armwood• 45 Spanghero |
| Max Menetti | Allenatori | Maurizio Buscaglia |